# 윤진원
윤진원(尹鎭遠, 1925년 1월 12일 ~ 2018년 8월 2일)은 대한민국의 군인 출신 정치인이다. 경상남도 함안군 출신. 비슷한 무렵 중앙정보부에서 근무하던 조일제와 동향 출신이다. 1970년대 중앙정보부의 잠수정의 하나인 용금호의 관리인이었다. 김대중 납치 사건 이후 그는 당시 업무를 수행한 중정직원과 용금호 선원들의 비밀관리를 맡는 등 일선에서 소외된 업무를 해오다 결국 75년 준장진급에 실패했다. 중정은 75년 2월 전역한 그를 1급 관리관으로 재임용했다. 다른 이름으로 윤진원(尹振遠)으로도 부른다. 2018년 8월 2일 서울 강남성모병원에서 사망했다.

## 기타
김대중 납치 사건 직후 이철희 등 납치사건 책임자가 윤진원에게 “도로 갖다놓을 수 없느냐”고 말을 꺼냈다가 윤진원이 “권총을 빼들고 ‘너 죽고 나 죽자’고 대들기도 했다”고 한다. 특수공작부대(HID·육군첩보부대) 출신의 현역 육군대령으로 당시 대북공작에서 맹활약했던 윤진원은 결국 장성 진급에 실패했고, 그가 이끌던 해외공작단도 해체되었으며 그 역시 중앙정보부에서 물러나야 했다.

## 평가
대북 공작의 베테랑으로 다부졌다는 평가를 얻는다. 목숨 걸고 사선 넘기도 했다. 군 복무 30년간 오직 국가를 위해서만이라는 신조로 살았다 하며, 애국자 칭호를 받았다.

## 생애
- 1925년 1월 12일 경상남도 함안군 용산리 태생
- 1943년 2월 부산공업고등학교 졸업
- 1950년 육군종합학교 입교
- 1950년 12월 육군종합학교 졸업과 동시에 육군 소위 임관
- 임관후 HID 방첩대 근무, 이철희도 HID  출신
- 한국 전쟁 당시 HID로 특수임무 활동
- HID 방첩부대 근무
- 1961년 5월 중앙정보부 창설 당시 육군 소령으로 참여
- 1968년 1.21 사태 이후 실미도 특수부대를 창설, 최초로 이 부대의 훈련을 지휘하였다.[3]
- 1970년 육군 대령, 해외공작국 해외공작단장
- 1971년 해외공작국 해외공작1단장
- 중앙정보부의 잠수정 용금호의 관리인
- 1973년 8월 일본 동경에서 김대중 납치 공작을 직접 지휘해 金씨를 중앙정보부 공작선인 용금호에 인계한 뒤 혼자 홍콩을 거쳐 귀국했다.[3] 그는 용금호에 김대중과 같이 타지 않고 일본에서 잠적해버렸다가 김대중이 살아서 집으로 돌아갔다는 소식을 듣고야 중앙정보부에 연락을 취했다. 윤진원이 취한 행동은 사실상 자신을 처벌한다면 그냥 일본에 망명해버리겠다는 의사를 표명한 것이다. 본부에서는 하태준 국장을 일본에 보내 윤진원에게 직접 신변 안전을 보장하여 귀국시켰다.[2]
- 1973년 준장 진급 실패
- 1975년 육군 대령 예편. 김대중을 살려 보내 장성 진급에 실패한 윤진원은 1975년 말 용금호 선원들의 밀수사건에 연루된 혐의로 퇴직되었다.[2]
- 당시 중정측은 윤씨에게 강원지부장을 제의했으나 그는 “국내정치는 나에게 맞지 않는다”고 거절하고 공작단 업무를 계속한 것으로 알려졌다.[1]
- 1977년 8월 박정희의 특별 지시로 관리관에 재임용되었다.[2]
- 국내 정치 담당을 제의했으나 거절한 일화, 자신은 대북만 담당하였다.
- 1980년 퇴직하였다. 그는 김대중 납치 사건에 따른 부담으로 인해 장군 진급에 실패하고 중앙정보부에서 강제 은퇴하다시피 해 20여년 동안 공개된 장소에 모습을 드러내지 않고 직업도 갖지 않은채 은거해 왔다.[3]
- 1993년 월간조선의 취재 결과 그해 5월 실존 인물로 확인되었다.[3]
- 2018년 8월 2일 서울특별시 강남성모병원에서 사망하였다.
- 서울특별시 동작구 사당동 국립서울현충원에 매장되었다.